# Anurogryllus fulvaster
Anurogryllus fulvaster är en insektsart som först beskrevs av Lucien Chopard 1956.  Anurogryllus fulvaster ingår i släktet Anurogryllus och familjen syrsor. Inga underarter finns listade i Catalogue of Life.